# Taraxacum croceum
Taraxacum croceum  (sin. Taraxacum ambigens), vrsta maslačka raširenog po sjvernoj Rusijii subarktičkom području Kanade i sjevernoj i sjeveroistoičnoj Europi. Vrsta je opisana 1900., a pripada sekciji Borealia.

## Sinonimi
- Taraxacum alukense R.Doll
- Taraxacum ambigens Fernald
- Taraxacum asperum M.P.Christ.
- Taraxacum atroglaucum M.P.Christ.
- Taraxacum bercheriense Druce
- Taraxacum brachylobum M.P.Christ.
- Taraxacum brevilobum M.P.Christ.
- Taraxacum ceratolobum Dahlst.
- Taraxacum croceum subsp. repletum Dahlst.
- Taraxacum croceum var. repletum (Dahlst.) Tzvelev
- Taraxacum curvidens M.P.Christ.
- Taraxacum davidssonii M.P.Christ.
- Taraxacum dilutisquameum M.P.Christ.
- Taraxacum galeipotens M.P.Christ.
- Taraxacum lapponicum Kihlm. ex Hand.-Mazz.
- Taraxacum latispinulosum M.P.Christ.
- Taraxacum naevosum Dahlst.
- Taraxacum officinale var. lapponicum Kihlm.
- Taraxacum pleniflorum M.P.Christ.
- Taraxacum rubellum M.P.Christ.
- Taraxacum scabrum M.P.Christ.
- Taraxacum subsimile Dahlst.
- Taraxacum torngatense Fernald